# هربرت سبنسر غاسر
هربرت سبنسر غاسر (Herbert Spencer Gasser) ـ (5 يوليو 1888 ـ 11 مايو 1963) عالم وظائف أعضاء أمريكي، حصل ـ مناصفة مع مواطنه جوزف إيرلنغر ـ على  جائزة نوبل في الطب لعام 1944 لأبحاثه التي أجراها أثناء عمله بجامعة واشنطن في سانت لويس عن جهود الفعل في الألياف العصبية.
ولد غاسر في بلاتفيل بولاية ويسكونسن، وحصل على شهادة الطب من جامعة جونز هوبكنز في بالتيمور سنة 1915، ثم عمل أثناء الحرب العالمية الأولى بأبحاث الحرب الكيماوية في الجامعة الأميركية.
عمل غاسر أستاذاً لعلم وظائف الأعضاء في معهد روكفلر للأبحاث الطبية.

## روابط خارجية
- هربرت سبنسر غاسر على موقع الموسوعة البريطانية (الإنجليزية)
- هربرت سبنسر غاسر على موقع مونزينجر (الألمانية)
- هربرت سبنسر غاسر على موقع إن إن دي بي (الإنجليزية)